# ایپیلیموماب
ایپیلیموماب (انگلیسی: Ipilimumab؛ تلفظ انگلیسی: ایپیلیمومَـب) با نام تجاری «Yervoy» یک آنتی‌بادی مونوکلونال است که با اثر بر روی CTLA-4 موجب تقویت دستگاه ایمنی بدن می‌شود.
در بدن انسان، لنفوسیت‌های تیِ کُشنده قادرند به سلول‌های سرطانی حمله‌ور شده و آن‌ها را از پای درآورند، اما یک مکانیسم بازدارندهٔ طبیعی مانع از این کار می‌شود. داروی ایپیلیموماب این مکانیسم بازدارنده را «خاموش» می‌کند و به لنفوسیت‌های تیِ کُشنده این اجازه را می‌دهد که به کارشان برسند.
ایدهٔ استفاده از آنتی‌بادی‌های ضد CTLA4 برای درمان سرطان نخستین بار توسط جیمز پی. الیسن، هنگامی که رئیس «آزمایشگاه پژوهشی سرطان» در دانشگاه کالیفرنیا، برکلی بود، مطرح و ارائه شد. ساخت این دارو توسط شرکت دارویی «مِدارکس» که بعدها به مالکیت بریستول-مایرز اسکوئیب درآمد، آغاز شد. تا سال ۲۰۱۳ میلادی، هزینهٔ درمان با این دارو ۱۲۰٬۰۰۰ دلار آمریکا برای یک دورهٔ درمانی بود. جیمز پی. الیسن بابت مشارکت‌هایش در ساختِ ایپیلیموماب، در سال ۲۰۱۵ میلادی برندهٔ جایزه لسکر شد.

## موارد مصرف و تأییدیه‌ها
سازمان غذا و دارو آمریکا، ایپیلیموماب را در مارس ۲۰۱۱ میلادی برای درمان مراحل آخرِ نوعی سرطان پوست به‌نام «ملانوما» که متاستاز داده باشد و قابل جراحی هم نباشد، مورد تأیید قرار داد. بعدها همین سازمان در ۲۸ اکتبر ۲۰۱۵ میلادی، این دارو را برای مرحله ۳ ملانوما و به صورت «درمان ادجوان» (پس از جراحی) پذیرفت. چند کارآزمایی بالینی دیگر برای بکارگیری این دارو در درمان «سرطان ریه سلول غیر کوچک» (NSCLC)، «سرطان ریه سلول کوچک» (SCLC), سرطان مثانه و سرطان پروستاتِ گسترش‌یافته و مقاوم به درمان هورمونی در حال انجام است.
وزارت بهداشت کانادا در فوریهٔ ۲۰۱۲ میلادی، ایپیلیموماب را برای درمانِ «بیماران مبتلا به ملانومای گسترش‌یافته‌ای که قابل جراحی نباشد و نتوانند درمان‌های سیستمیک دیگر را تحمل کنند» مورد پذیرش قرار دارد. کمیسیون اروپا نیز در نوامبر همان سال، این دارو را برای درمان خط دوم ملانومای گسترش‌یافته، تأیید کرد.

## عوارض جانبی
چند نوع عارضهٔ خطرناک و بالقوه کشنده برای این دارو گزارش شده‌است که علتش فعال‌سازی و تکثیر لنفوسیت‌های تی است. این عوارض در ۱۰ تا ۲۰ درصد بیماران دیده می‌شود و مهم‌ترین اشکالِ این دارو محسوب می‌شود. بیشتر عوارض جدی این دارو مربوط به دستگاه گوارش هستند (مثل درد شکمی، اسهال، یبوست، نفخ)، ولی تب، مشکلات تنفسی و ادراری هم وجود دارد. تعدادی گزارش هم از بروز عوارض و بیماری‌های شدید عصبی وجود داشته‌است که شامل پلی‌نورپاتی میلین‌زُدای التهابی، فلج حرکتی بالارونده و میاستنی گراویس می‌شود.

## تداخلات دارویی
این دارو در صورت تجویز همزمان با لفلونوماید یا ومورافنیب خطر سمیت کبدی را افزایش می‌دهد.
نباید پیش از مصرفِ ایپیلیموماب، کورتیکواستروئید سیستمیک استفاده کرد. با این حال، در صورت بروز عوارض جانبی مرتبط با دستگاه ایمنی در اثر ایپیلیموماب، می‌توان از کورتون استفاده کرد.
بیمارانی که داروهای ضد انعقاد مصرف می‌کنند، در صورت مصرف ایپیلیموماب باید تحت نظر و پایش باشند؛ چرا که خطر خونریزی گوارشی در این بیماران بالاتر از جمعیت عادی است.